# Step Up (filme)
Step Up (Brasil: Ela Dança, Eu Danço / Portugal: Step Up) é um filme de drama, romance e musical lançado em 2006. Mostra o universo do hip-hop e do balé clássico.

## Sinopse
Após acidentalmente depredar um colégio, o jovem malandro Tyler Gage (Channing Tatum) é enviado ao mesmo para fazer serviços comunitários em sua escola de artes afim de pagar suas dívidas. Lá ele conhece Nora Clark (Jenna Dewan), uma bela aluna de dança moderna que precisa urgentemente de um novo parceiro. Tyler está acostumado com as danças de rua, mas reluta à ideia de ser o novo parceiro de Nora. Aos poucos ele aceita a ideia e passa a se envolver com Nora.

## Elenco
- Channing Tatum - Tyler Gage
- Jenna Dewan - Nora Clark
- Alyson Stoner - Camille
- Mario Barrett - Miles Darby
- Drew Sidora - Lucy Avila
- Heavy D - Omar
- Damaine Radcliff - Mac Carter
- De'Shawn Washington - Skinny Carter
- Josh Henderson - Brett Dolan
- Deirdre Lovejoy - Katherine Clark
- Rachel Griffiths - Diretor Gordon

## Recepção
O filme reuniu-se com a maior parte misturado a críticas negativas. A partir de 22 de agosto de 2006, o filme teve uma pontuação média de 48/100 no Metacritic, significando "críticas mistas ou médio ", sua maior pontuação foi 75 (de ambos Entertainment Weekly e do Boston Globe) e seu mais baixo foi de 25 do San Francisco Chronicle. Ele marcou um "podre" de 20% no Rotten Tomatoes, o consenso afirmando que "este romance banal teen tem enredo muito pouco e não dança o suficiente".

## Bilheteria
No entanto, apesar de muitas críticas negativas por parte dos críticos, Step Up ganhou um total de US$ 21 milhões em seu fim de semana de abertura, o segundo nas bilheterias norte-americanas e superando o orçamento do filme de US$ 12 milhões. A partir de 19 de outubro de 2006, o dia fechada, ele tinha ganhado US$ 65,328,121 nos Estados Unidos e Canadá.

## Trilha sonora
A trilha sonora traz músicas de Mario, Ciara, Kobi Peretz, Drew Sidora, Kelis, De Alon Loco, Chris Brown, Yung Joc, Blaire Reinhard, e Chamillionaire. J-pop da cantora Kumi Koda é único, mas 35 / Aishō foi usado como uma canção tema para a edição japonesa do filme.
Os singles de chumbo da trilha sonora são Sean Paul e Keyshia Cole "Give It Up To Me" Remix e Ciara single, "Get Up", com Chamillionaire. Ele foi lançado 08 de agosto. Outras faixas incluem Kelis "80 Conjunto", Anthony Hamilton, "Dear Life", YoungBloodZ de "Imma Shine " e Petey Pablo "Show Me The Money". A faixa-título é realizada pela novata Samantha Jade e produzido por Wyclef Jean.
Outras canções
As músicas seguintes são apresentados no filme, mas não foram incluídas na trilha sonora:
"A escolha é sua (Revisited) " - Ovelha Negra
"Get It" - T.I.
"Love Life" - Fatboy Slim feat. Macy Gray
"Toma" - Pitbull feat. Lil Jon

## Sequências
A sequência, Step Up 2: The Streets, foi lançado 14 de fevereiro de 2008. É estrelado por Briana Evigan, Robert Hoffman, e Cassie e dirigido por Jon Chu. A segunda sequencia chamado Step Up 3D foi lançado em 06 de agosto de 2010. A terceira sequela chamado Step Up Revolution está prevista para um lançamento de 2012 e está confirmado para ser uma versão 3-D como a terceira. A quarta sequela chamada Step Up: All In está em desenvolvimento e será novamente filmada em 3D, o filme deve chegar aos cinemas em 2014.